# Roland Minkowitsch
Roland Minkowitsch (* 13. Jänner 1920 in Spittal an der Drau; † 22. Jänner 1986 in Mannersdorf an der March) war ein österreichischer Politiker und Mitglied der ÖVP.

## Leben
Der Landwirt Roland Minkowitsch begann seine politische Karriere in der ÖVP Gänserndorf und im Niederösterreichischen Bauernbund. Von 1970 bis 1980 war er Präsident des Österreichischen Bauernbundes. 1980 schloss er ein Studium der Rechtswissenschaften mit der Sponsion zum Magister ab.
Er war von 1963 bis 1986 Abgeordneter zum Nationalrat. 1968 bis 1970 war er Staatssekretär im Bundesministerium für Inneres. Von 1975 bis 1986 war Minkowitsch Zweiter Präsident des Nationalrates. 